# Amstrad Magazine
 (août 2018).
Si vous disposez d'ouvrages ou d'articles de référence ou si vous connaissez des sites web de qualité traitant du thème abordé ici, merci de compléter l'article en donnant les références utiles à sa vérifiabilité et en les liant à la section « Notes et références ».
Amstrad Magazine était un magazine mensuel publié par Laser Presse SA, paru pour la première fois le 25 juin 1985. Il fut l'un des tout premiers magazines édités ayant pour sujet l'ordinateur d'Amstrad : le CPC 464.

## Historique
L'autorisation d'utilisation du nom Amstrad lui fut officiellement donnée par la filiale française du constructeur pour son lancement. Ce magazine était totalement indépendant d'Amstrad International, et traitait de sujets exclusifs à l'Amstrad CPC. Au fur et à mesure de l'apparition de nouveaux ordinateurs de la marque, ce magazine a étendu sa vocation éditoriale à toutes les nouvelles machines mises sur le marché par la firme. 
Il contenait de nombreuses pages d'actualité autour des ordinateurs d'Amstrad, des tests de jeux et de logiciels utilitaires, des initiations à la programmation (Locomotive BASIC, CP/M, assembleur Z80...), et des listings. Il comprenait également de très nombreux tests de matériels vendus par sociétés tierces, ainsi que des enquêtes sur certains aspects polémiques de la commercialisation des produits d'Amstrad (pénuries de matériel, pénuries de disquettes 3 pouces par exemple)
Le succès du magazine fut indéniable: avec un tirage dépassant 120 000 exemplaires, il occupa en 1986 et 1987 la deuxième place en diffusion kiosques de la presse informatique, après le leader de l'époque, SVM.
L'éditeur co-organisa également le salon d'exposition dédié, Amstrad Expo, à Paris entre 1986 et 1989. À partir de 1990, l'organisation de l'évènement est reprise exclusivement par le constructeur.
Laser Presse se diversifia en lançant en 1987 d’une part Compatibles PC MAGAZINE, d’autre part 1 ST, revue consacrée à l’Atari ST
Cette indépendance de ton et surtout son succès commercial lui ont valu des relations tendues avec la société Amstrad, qui conduisirent à une remise en question de la licence d'utilisation du nom déposé Amstrad.
Amstrad Magazine fut alors renommé Am-Mag puis complété par une édition intitulée Am-Pro.
En parallèle, Amstrad France favorisa le lancement de deux revues concurrentes : Amstrad Cent Pour Cent et Amstrad PC. La marque attaqua en justice Laser Presse, pour lui interdire l'usage des titres Am-Mag et Am-Pro pour contrefaçon. Contre toute attente, le tribunal donna raison à Amstrad France.
Le changement brutal de titre de publication, la perte du procès, et aussi le déclin du CPC, machine 8 bits face aux 16 bits (Atari ST, Amiga de Commodore et Compatibles PC), mirent l’entreprise en difficulté.
Elle tenta de regrouper ses revues « dédiées » en une seule, MicroMag qui eut un succès mitigé.  Le groupe Laser Presse et sa cinquantaine d’employés connut le dépôt de bilan puis le redressement judiciaire en 1989.
Sepcom qui racheta le fonds de commerce en 1990 ne conserva que le titre Compatibles PC Magazine.

### Hors série et thématiques
De très nombreux hors-séries et thématiques furent publiés autour d'Amstrad Magazine. Les Cahiers d'Amstrad Magazine étaient des dossiers sur un sujet d'utilisation particulier (programmation, matériel).